# 冬瓜盅

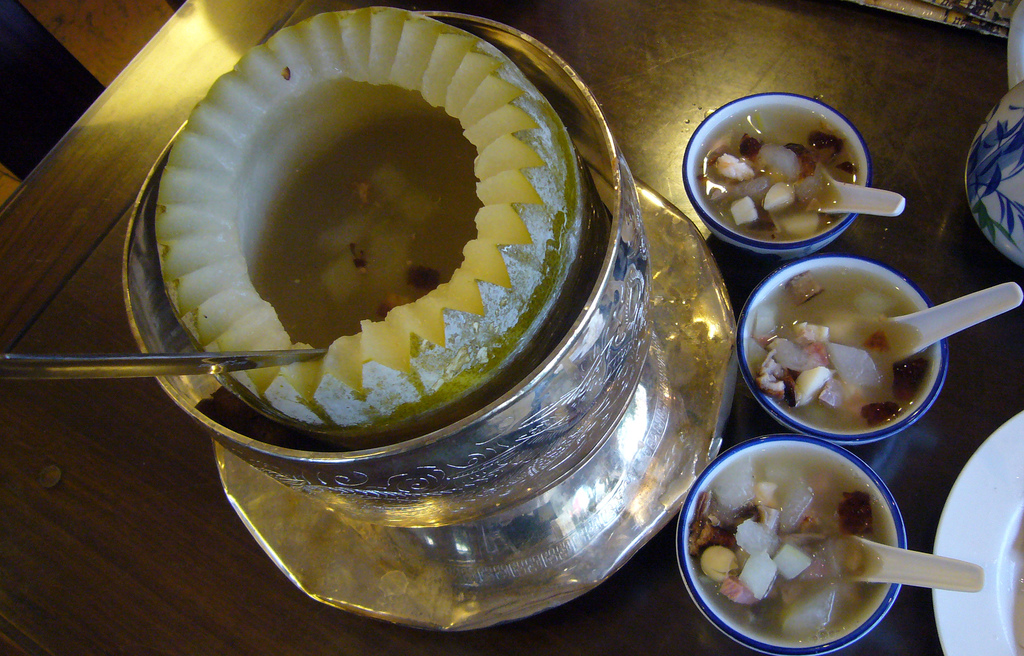
冬瓜盅

冬瓜盅是廣東和香港的湯水，由於冬瓜被認為有消暑解熱的功效，常作為夏日湯品。冬瓜盅使用結實而老身的冬瓜，挖去瓜瓤，將適當的食料如排骨、燒鴨粒、火腿、冬菇、蝦米、江珧柱和夜香花，放進瓜盅內，加水隔水來炖便是，用料雖然很多，但是做法並不複雜。港式快餐在夏季亦有供應冬瓜盅作為夏日湯水，但使用迷你冬瓜製作，以「一人一盅」的方式提供。